# The Last Kingdom
The Last Kingdom è una serie televisiva britannica, basata sulla serie di romanzi Le storie dei re sassoni scritta da Bernard Cornwell. La serie è stata ideata da Stephen Butchard e ha debuttato il 10 ottobre 2015 su BBC America. Nella seconda stagione Netflix è entrata come co-produttore. Nel 2018, la serie è stata rilevata da Netflix che ha continuato a produrre altre tre stagioni. La serie è terminata il 9 marzo 2022 dopo cinque stagioni.

## Trama
La serie è ambientata sul finire del IX secolo d.C., quando l'Inghilterra era divisa in sette regni separati. Le terre anglosassoni sono gradualmente attaccate, saccheggiate e effettivamente governate dai vichinghi in molte aree. Il regno del Wessex rimane l'ultima roccaforte importante contro i danesi. Il protagonista è Uhtred di Bebbanburg, figlio di un aldermanno sassone, rapito dai vichinghi danesi e addestrato come fosse uno di loro. Diversi uomini con questo nome sono esistiti e hanno governato Bebbanburg (castello di Bamburgh), ma poco si conosce delle loro vite effettive. Bernard Cornwell è loro discendente e ha deciso di inventare una storia basata su eventi storici reali.
La trama della prima stagione copre approssimativamente le storie dei romanzi L'ultimo re e Un cavaliere e il suo re, sebbene siano abbreviate al fine televisivo. La seconda stagione copre la trama dei romanzi I re del nord e Il filo della spada. La terza stagione è basata sui romanzi Il signore della guerra e La morte dei re, ma presenta dei cambiamenti significativi rispetto ai romanzi. La quarta stagione è basata sui romanzi Re senza Dio e Il trono senza re ma in maniera rivisitata. La quinta e ultima stagione tratta (anche se in maniera rivisitata) I guerrieri della tempesta e Un trono in fiamme. Infine il film sequel Sette re devono morire ha concluso la storia raccontando (anche se con qualche cambiamento) gli ultimi tre romanzi: La guerra del lupo, La spada dei re e War Lord.

## Episodi
| Stagione         | Episodi | Prima TV Regno Unito | Prima TV Italia |
| ---------------- | ------- | -------------------- | --------------- |
| Prima stagione   | 8       | 2015                 | 2016            |
| Seconda stagione | 8       | 2017                 | 2017            |
| Terza stagione   | 10      | 2018                 | 2019            |
| Quarta stagione  | 10      | 2020                 | 2020            |
| Quinta stagione  | 10      | 2022                 | 2022            |

## Personaggi e interpreti

### Personaggi principali
- Uhtred di Bebbanburg (stagioni 1-5), interpretato da Alexander Dreymon, doppiato da Daniele Giuliani.
- Re Alfred (stagioni 1-3), interpretato da David Dawson, doppiato da Alessandro Rigotti.
- Ragnar il giovane (stagioni 1-3), interpretato da Tobias Santelmann, doppiato da Christian Iansante.
- Brida (stagioni 1-5), interpretata da Emily Cox, doppiata da Elisa Carucci.
- Leofric (stagione 1, guest stagione 3), interpretato da Adrian Bower, doppiato da Alessandro Budroni.
- Guthrum (stagione 1), interpretato da Thomas W. Gabrielsson, doppiato da Roberto Draghetti.
- Odda il vecchio (stagioni 1-2), interpretato da Simon Kunz, doppiato da Stefano De Sando.
- Aethelwold (stagioni 1-3), interpretato da Harry McEntire, doppiato da Niccolò Guidi.
- Ubba (stagione 1), interpretato da Rune Temte, doppiato da Gianluca Machelli.
- Aelfric (stagioni 1-2, ricorrente 4), interpretato da Joseph Millson, doppiato da Sergio Lucchetti.
- Odda il giovane (stagione 1), interpretato da Brian Vernel, doppiato da Patrizio Cigliano.
- Mildrith (stagione 1), interpretata da Amy Wren, doppiata da Roisin Nicosia.
- Regina Iseult (stagione 1), interpretata da Charlie Murphy, doppiata da Valentina Favazza.
- Padre Beocca (stagioni 1-4), interpretato da Ian Hart, doppiato da Mino Caprio.
- Guthred (stagione 2), interpretato da Thure Lindhardt, doppiato da Francesco Venditti.
- Hild (ricorrente stagione 1, stagioni 2-5), interpretata da Eva Birthistle, doppiata da Marzia Turcato.
- Halig (ricorrente stagione 1, stagione 2), interpretato da Gerard Kearns, doppiato da Alessio Nissolino.
- Abate Eadred (stagione 2), interpretato da David Schofield.
- Gisela (stagioni 2-3), interpretata da Peri Baumeister, doppiata da Melissa Maccari.
- Aelswith (ricorrente stagione 1, stagioni 2-5), interpretata da Eliza Butterworth, doppiata da Sophia De Pietro.
- Fratello Trew (stagione 2), interpretato da Peter McDonald.
- Finan (stagioni 2-5), interpretato da Mark Rowley, doppiato da Giuliano Bonetto.
- Kjartan (ricorrente stagione 1, stagione 2), interpretato da Alexandre Willaume, doppiato da Pierluigi Astore.
- Thyra (ricorrente stagione 1, stagioni 2-3), interpretata da Julia Bache-Wiig, doppiata da Maria Giulia Ciucci.
- Sven (ricorrente stagione 1, stagione 2), interpretato da Ole Christoffer Ertvaag, doppiato da Paolo Vivio.
- Sigefrid (stagione 2), interpretato da Björn Bengtsson, doppiato da Michele D'Anca.
- Erik (stagione 2), interpretato da Christian Hillborg, doppiato da Alberto Bognanni.
- Padre Pyrlig (stagioni 2-5), interpretato da Cavan Clerkin, doppiato da Alessio Cigliano.
- Sihtric (stagioni 2-5), interpretato da Arnas Fedaravicius, doppiato da Sacha De Toni.
- Haesten (stagioni 2-5), interpretato da Jeppe Beck Laursen, doppiato da Alessandro Messina.
- Aethelred, Signore della Mercia (stagioni 2-4), interpretato da Toby Regbo, doppiato da Fabrizio De Flaviis.
- Principessa Aethelflaed (stagioni 2-5), interpretata da Millie Brady, doppiata da Benedetta Gravina.
- Aldhelm (stagioni 2-5), interpretato da James Northcote, doppiato da Emanuele Ruzza.
- Steapa (stagioni 2-4), interpretato da Adrian Bouchet.
- Osferth (stagioni 2-5), interpretato da Ewan Mitchell, doppiato da Stefano Broccoletti.
- Jarl Sigurd "Testa di sangue" (stagione 3), interpretato da Ola Rapace, doppiato da Massimiliano Virgilii.
- Edward (stagioni 3-5), interpretato da Timothy Innes, doppiato da Mattia Gaiani Billi.
- Skade (stagione 3), interpretata da Thea Sofie Loch Næss, doppiata da Veronica Puccio.
- Cnut (stagioni 3-4), interpretato da Magnus Bruun.
- Dagfinn (ricorrente stagione 2, stagione 3), interpretato da Simon Stenspil.
- Æthelhelm (stagioni 3-5), interpretato da Adrian Schiller, doppiato da Enzo Avolio.
- Vescovo Erkenwald (stagione 3), interpretato da Kevin Eldon.
- Eardwulf (stagione 4), interpretato da Jamie Blackley.
- Eadith (stagioni 4-5), interpretata da Stefanie Martini.
- Giovane Uhtred (stagioni 4-5), interpretato da Finn Elliott, doppiato da Lorenzo Crisci.
- Stiorra (stagioni 4-5), interpretata da Ruby Hartley, doppiata da Beatrice Maruffa.
- Ludeca (stagioni 4-5), interpretato da Richard Dillane.
- Burgred (stagioni 4-5), interpretato da Dorian Lough.
- Re Howell (stagione 4), interpretato da Steffan Rhodri, doppiato da Gerolamo Alchieri.
- Rhodri (stagione 4), interpretato da Nigel Lindsay.
- Sigtryggr (stagioni 4-5), interpretato da Eysteinn Sigurðarson, doppiato da Raffaele Carpentieri.
- Aelflaed (ricorrente stagione 3; stagioni 4-5), interpretata da Amelia Clarkson.
- Æthelstan (stagione 5), interpretato da Harry Gilby, doppiato da Lorenzo D'Agata.
- Padre Benedict (stagione 5), interpretato da Patrick Robinson.
- Ælfwynn (stagione 5), interpretata da Phia Saban, doppiata da Ludovica Bebi.
- Rǫgnvaldr (stagione 5), interpretato da Micki Stoltt, doppiato da Patrizio Cigliano.
- Bresal (stagione 5), interpretato da Harry Anton, doppiato da Edoardo Stoppacciaro.
- Eadgifu (stagione 5), interpretata da Sonya Cassidy, doppiata da Francesca Rinaldi.
- Cynlaef (stagione 5), interpretato da Ryan Quarmby.
- Wolland (stagione 5), interpretato da Jaakko Ohtonen.
- Re Constantin (stagione 5), interpretato da Rod Hallett, doppiato da Antonio Palumbo.
- Principe Ælfweard (stagione 5), interpretato da Ewan Horrocks, doppiato da Gabriele Sorrentino.
- Wihtgar (stagione 5, guest stagione 4), interpretato da Ossian Perret.
- Yahya (stagione 5), interpretato da Bamshad Abedi-Amin.
- Principe Domnal (stagione 5), interpretato da Ross Anderson.

### Personaggi ricorrenti

#### Stagione 1
- Lord Uhtred, interpretato da Matthew Macfadyen.
- Ravn, interpretato da Rutger Hauer, doppiato da Michele Kalamera.
- Jarl Ragnar, interpretato da Peter Gantzler, doppiato da Paolo Marchese.
- Uhtred da giovane, interpretato da Tom Taylor, doppiato da Leonardo Della Bianca.
- Storri, interpretato da Henning Valin Jakobsen, doppiato da Luigi Ferraro.
- Re Edmund, interpretato da Jason Flemyng, doppiato da Gerolamo Alchieri.
- Re Æthelred, interpretato da Alec Newman, doppiato da Marco Benvenuto.
- Padre Selbix, interpretato da Lorcan Cranitch, doppiato da Daniele Blandino.
- Oswald, interpretato da Victor McGuire, doppiato da Bruno Governale.
- Wulfhere, interpretato da Sean Gilder, doppiato da Alberto Angrisano.
- Re Peredur, interpretato da Paul Ritter, doppiato da Franco Mannella.
- Skorpa del cavallo bianco, interpretato da Jonas Malmsjö, doppiato da Davide Marzi.
- Fratello Asser, interpretato da Nicholas Rowe, doppiato da Alessandro Quarta.

#### Stagione 2
- Padre Hrothweard, interpretato da Richard Rankin.
- Clapa, interpretato da Magnus Samuelsson.
- Rollo, interpretato da Henrik Lundström.
- Tekil, interpretato da Marc Rissmann.
- Jonis, interpretato da Christopher Sciueref.
- Fiske, interpretato da Erik Madsen.
- Sverri, interpretato da Jóhannes Haukur.
- Bjorn, interpretato da Oengus MacNamara.
- Rypere, interpretato da Tibor Milos Krisko.
- Gelgill, interpretato da Ingar Helge Gimle.

#### Stagione 3
- Sigebriht, interpretato da Ed Birch, doppiato da Marco Barbato.
- Ecgwynn (stagione 3-in corso), interpretata da Julia Brown.
- Offa, interpretato da Ian Conningham.
- Jackdaw, interpretato da Tygo Gernandt.
- Fratello Godwin, interpretato da Jon Furlong.
- Sable (stagione 3-in corso), interpretata da Debbie Chazen.
- Godric, interpretato da Anton Saunders.
- Tidman, interpretato da Ciáran Owens, doppiato da Stefano Annunziato.
- Fratello Hubert, interpretato da Daniel Tuite.
- Aelfwynn (stagione 3-in corso), interpretata da Annamária Bitó (stagione 3) e da Helena Albright (stagione 4).
- Beornheard, interpretato da Bernard Cornwell.
- Guthlac, interpretato da Lee Boardman.

#### Stagione 4
- Athelstan, interpretato da Caspar Griffiths.
- Cenr, interpretato da Máté Haumann.
- Ethelweard, interpretato da Marcell Zsolt Halmy.
- Giovane Cnut, interpretato da Gabriel Harland.
- Esga, interpretato da Tristan Harland.
- Aidan, interpretato da Anthony Cozens, doppiato da Manfredi Aliquò.
- Fratello Oswi, interpretato da Richard Heap.
- Fratello Iestyn, interpretato da Nicholas Asbury.
- Wihtgar, interpretato da Ossian Perret.
- Bjorgulf, interpretato da Oscar Skagerberg.
- Creoda, interpretato da Antal Leisen.
- Taetan, interpretata da Kimberley Wintle.

#### Stagione 5
- Vibeke, interpretata da Emili Akhchina.
- Sidgeflaed, interpretata da Klara Tolnai.
- Hella, interpretata da Lara Steward.
- Aalys, interpretata da Kathy Peacock.

## Produzione

### Distribuzione
La prima stagione composta da otto episodi è stata trasmessa dal 10 ottobre 2015 da BBC America, e da BBC Two dal 22 ottobre 2015. Una seconda stagione è andata in onda su BBC Two nel Regno Unito nel marzo 2017, coprodotta da Netflix dopo l'abbandono di BBC America. Nell'aprile 2018, Netflix ha confermato la produzione della terza stagione, che è stata pubblicata esclusivamente sulla piattaforma streaming, a Bernard Cornwell è stata offerta una partecipazione per un cameo. Il 22 ottobre 2018 è stato annunciato che la terza stagione sarebbe stata pubblicata il 19 novembre 2018 su Netflix. Il 26 dicembre 2018, la serie è stata rinnovata per una quarta stagione da Netflix. Nell'aprile 2019, Netflix ha comunicato l’avvio delle riprese della quarta stagione, disponibile dal 26 aprile 2020.
Il 7 luglio 2020 è stato annunciato il rinnovo anche per una quinta stagione, che, come annunciato il 30 aprile 2021, giorno di inizio delle riprese a Budapest, è l'ultima. Le riprese si sono concluse nel giugno 2021.
Il 9 febbraio 2022 Netflix ha rivelato che la quinta e ultima stagione avrebbe debuttato il 9 marzo 2022.
In Italia ha debuttato sul canale Premium Action della piattaforma a pagamento Mediaset Premium il 28 ottobre 2016, la terza stagione è stata trasmessa su Premium Stories, la quarta stagione è andata nuovamente in onda su Premium Action. La quinta e ultima stagione è stata distribuita da Netflix.

## Accoglienza
La prima stagione ha ricevuto recensioni positive dalla critica. Rotten Tomatoes riporta l'87% delle recensioni professionali positive, con un voto medio di 7,60 su 10 basato su 31 critiche. Il consenso critico del sito web indica: «The Last Kingdom fonde ottima fotografia e splendide sequenze d'azione per creare un dramma storico estremamente soddisfacente.» Metacritic, invece, ha assegnato un punteggio di 78 su 100 basato su 15 recensioni, indicando "recensioni generalmente favorevoli".
Su Rotten Tomatoes, la seconda stagione ha ricevuto l'86% di valutazioni di gradimento basato su 7 recensioni, con un voto medio di 6 su 10 mentre la terza stagione riporta il 100% delle recensioni professionali positive, con un voto medio di 9 su 10 basato su 7 critiche.

## Sequel
L'ultima stagione è seguita da un film intitolato The Last Kingdom - Sette re devono morire le cui riprese sono state completate il 19 marzo 2022. È stato distribuito su Netflix il 14 aprile 2023.